# 1880 en France
Chronologie de la France
- 1876
- 1877
- 1878
- 1879
- 1880
- 1881
- 1882
- 1883
- 1884

Cette page concerne l'année 1880 du calendrier grégorien.

## Événements
- 13 janvier : premier numéro de La Justice quotidien fondé par Georges Clemenceau[1].
- 7 février : le fonctionnement des conseils de prud'hommes est modifié et devient paritaire, le régime électif des président et vice-président est rétabli[2].
- 27 février : loi excluant les ecclésiastiques du conseil supérieur de l'instruction publique[3].
- 18 mars : loi excluant les établissements privés d'enseignement supérieur l'appellation d'université et la délivrance des grades universitaires[4].

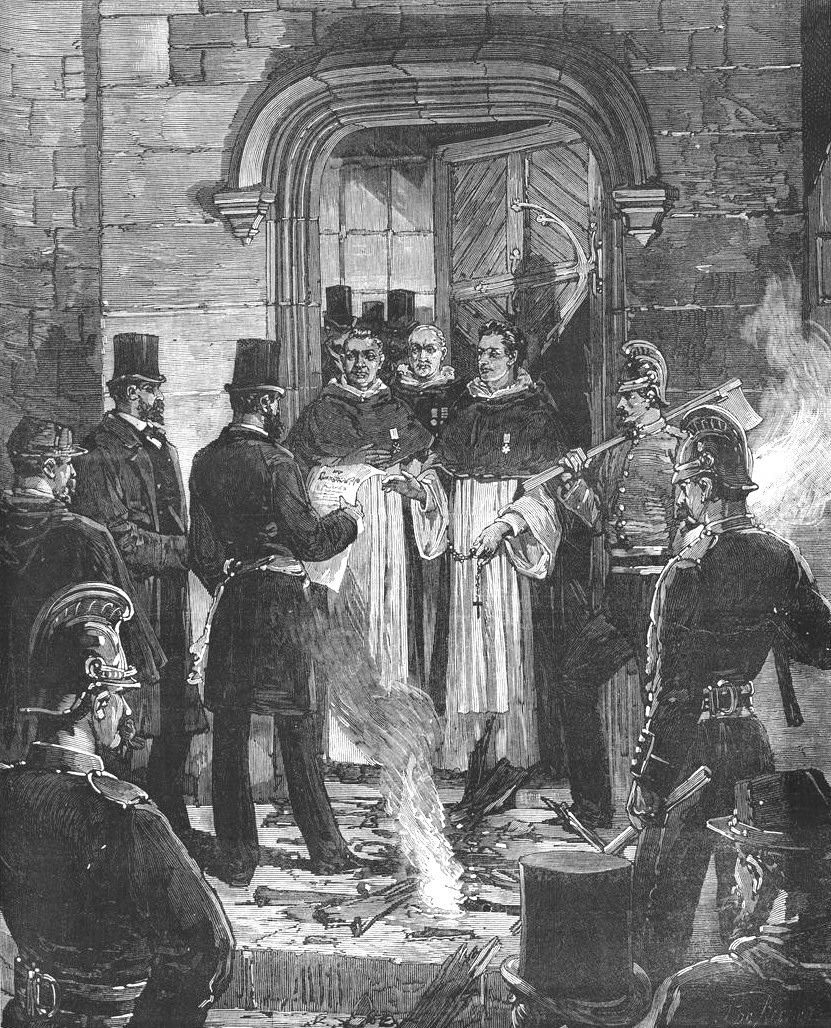
L'exécution des décrets à Paris. 5 novembre 1880. Expulsion des Dominicains de la rue Jean-de-Beauvais.

- 29 mars : décrets obligeant les congrégations à quitter leurs instituts d’enseignement[3] (jésuites, maristes, dominicains, assomptionnistes…).
- 30 juin : expulsion des Jésuites ; le 31 août, les scellés sont posés sur leurs collèges[5].
- 6 juillet : le 14 juillet devient la Fête nationale française[6].
- 11 juillet : amnistie des Communards ; cinq cent quarante et un hommes et neuf femmes sont libérés[7].
- 12 juillet: le repos dominical institué en 1814 est supprimé[8].
- 13 juillet : création de l'École normale supérieure de Fontenay-aux-Roses[9].
- 14 juillet : apparition de la devise Liberté, Égalité, Fraternité sur les frontons de toutes les institutions publiques françaises[10].

- 13 août : fondation de l'Association du Familistère de Guise par l'industriel Jean-Baptiste André Godin[11].

- 10 septembre : traité de souveraineté française entre Makoko, roi des Téké (futur Congo-Brazzaville), et Brazza[12].
- 19 septembre : démission du cabinet Freycinet[5].
- 23 septembre : premier gouvernement Jules Ferry (fin le 14 novembre 1881)[13]. Jules Ferry, président du Conseil, poursuit la laïcisation de la société en s’appuyant sur une réforme de l’enseignement public (1880-1881).

- 1er octobre : circulaire créant les bourses d'agrégation[9].
- 30 octobre : fondation de la Société générale des téléphones, fusion de la Société française des téléphones et de la Compagnie des téléphones[14] (Clément Ader, Louis Charles Breguet, Cornélius Roosevelt et François Rodde).

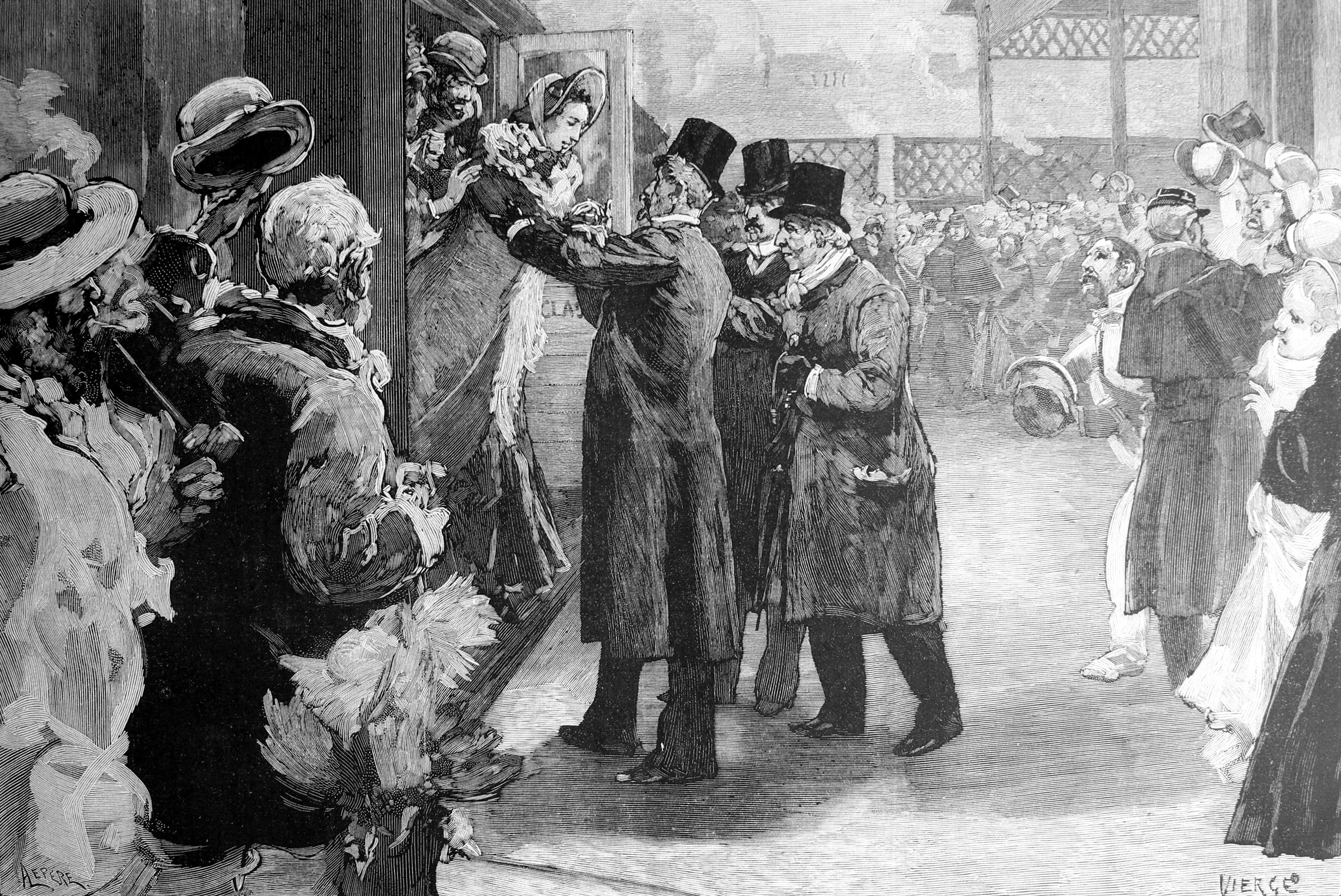
Le 9 novembre 1880, Louise Michel rentre du bagne grâce à la loi d'amnistie, après 9 ans de prison et de déportation. Elle est attendue Gare Saint-Lazare par une foule énorme qui l'acclame aux cris de « Vive Louise Michel, vive la Commune, A bas les assassins ! ».

- 9 novembre : Louise Michel arrive gare Saint-Lazare à Paris par le train de Dieppe[15].
- 11 décembre : création des « écoles manuelles publiques », premiers centres d'apprentissage[16].
- 21 décembre : loi Camille Sée portant sur la création de collèges et de lycées de jeunes filles[17].